# Досталек, Рихард
Рихард Досталек (чеш. Richard Dostálek; родился 26 апреля 1974, Угерске-Градиште, Чехословакия) — чешский футболист, футбольный тренер. Выступал на позиции полузащитника.
Досталек провёл большую часть карьеры в клубах Первой чешской футбольной лиги. В 2004 году выступал за казанский Рубин. В 1994 он выиграл премию Футболист года в Чехии в номинации «Талант года».
С 2012 года работает тренером.

## Карьера
Начал заниматься в молодёжной команде «Славой» из муниципалитета Ярошов-над-Нежаркоу. В 1984 году перешёл в молодёжный состав команды «Словацка Славия» из города Угерске-Градиште. После восьми лет в клубе отправился в клуб «Кромержиж». В 1992 дебютировал в профессиональном футболе. Сыграв 29 матчей и забив 11 мячей, перешёл в коллектив «Брно». Следующие пять сезонов Досталек провёл в команде, уйдя в 2003 году в пражскую «Славию».

## Статистика
| Сезон        | Матчи | Голы | Минуты | Еврокубки Матчи/Голы | Клуб           |
| ------------ | ----- | ---- | ------ | -------------------- | -------------- |
| 1993/94      | 15    | 2    | 918    | -/-                  | «ФК Боби Брно» |
| 1994/95      | 29    | 4    | 2 521  | -/-                  | «ФК Боби Брно» |
| 1995/96      | 25    | 7    | 2 250  | -/-                  | «ФК Боби Брно» |
| 1996/97      | 30    | 9    | 2 700  | -/-                  | «ФК Боби Брно» |
| 1997/98      | 22    | 8    | 1 852  | 4/1                  | «ФК Боби Брно» |
| 1998/99      | 27    | 5    | 2 270  | 6/2                  | СК «Славия»    |
| 1999/00      | 30    | 4    | 2 256  | 10/3                 | СК «Славия»    |
| 2000/01      | 28    | 3    | 2 355  | 11/2                 | СК «Славия»    |
| 2001/02      | 27    | 5    | 2 394  | 4/0                  | СК «Славия»    |
| 2002/03      | 29    | 7    | 2 579  | 8/2                  | СК «Славия»    |
| 2003/04      | 12    | 1    | 986    | 7/2                  | СК «Славия»    |
| РФПЛ 2004    | 24    | 3    | 1 694  | -/-                  | ФК «Рубин»     |
| 2004/05      | 10    | 1    | 827    | -/-                  | ФК «Словацко»  |
| 2008/09      | 13    | 1    | 1 117  | -/-                  | ФК «Тескома»   |
| 2009/10      | 27    | 5    | 2 021  | -/-                  | ФК «Брно»      |
| 2010/11      | 26    | 5    | 2 012  | -/-                  | ФК «Зброёвка»  |
| Итого Чехия  | 350   | 67   | 29 058 | 50/12                |                |
| Итого Россия | 24    | 3    | 1 694  |                      |                |

| Матчи за сборную Чехии | Матчи за сборную Чехии | Матчи за сборную Чехии | Матчи за сборную Чехии | Матчи за сборную Чехии | Матчи за сборную Чехии  | Матчи за сборную Чехии |
| ---------------------- | ---------------------- | ---------------------- | ---------------------- | ---------------------- | ----------------------- | ---------------------- |
| №                      | Дата                   | Оппонент               | Счёт                   | Голы                   | Соревнование            |                        |
| 1                      | 4 сентября 1996        | Исландия               | 2:1                    | -                      | Товарищеский матч       |                        |
| 2                      | 11 декабря 1996        | Нигерия                | 2:1                    | -                      | Товарищеский турнир     |                        |
| 3                      | 12 октября 2002        | Молдова                | 2:0                    | -                      | Отборочный матч ЧЕ-2004 |                        |
| 4                      | 20 ноября 2002         | Швеция                 | 3:3                    | -                      | Товарищеский матч       |                        |
| 5                      | 12 февраля 2003        | Франция                | 2:0                    | -                      | Товарищеский матч       |                        |

## Достижения
- Второе место в чемпионате Чехии — 2000, 2001, 2003, 2005
- Третье место в чемпионате Чехии — 1995
- Кубок Чехии — 1999, 2002

Досталек первый полузащитник в истории «Зброёвки», который стал лучшим бомбардиром команды в чемпионате (1996/97). Забив в общей сложности за ФК «Зброёвка» 40 мячей в чемпионате Чехии, он стал третьим лучшим полузащитником в истории клуба по забитым мячам после Витезслава Котачека (56) и Карела Ярушки (51).